# Hudsonia agassizi
Hudsonia agassizi är en plattmaskart. Hudsonia agassizi ingår i släktet Hudsonia och familjen Steganodermatidae. Inga underarter finns listade i Catalogue of Life.